# Гуммулі (волость)
Гу́ммулі (ест. Hummuli vald) — колишня волость в Естонії, до адміністративної реформи 2017 року одиниця самоврядування в повіті Валґамаа.

## Географічні дані
Площа волості — 162,7 км2, чисельність населення на 1 січня 2017 року становила 802 особи.

## Населені пункти
Адміністративний центр — селище Гуммулі (Hummuli alevik).
На території волості також розташовувалися 8 сіл (küla): Айтсра (Aitsra), Аламийза (Alamõisa), Єті (Jeti), Куллі (Kulli), Пійрі (Piiri), Пуйде (Puide), Рансі (Ransi), Сое (Soe).

## Історія
21 листопада 1991 року Гуммуліська сільська рада була перетворена у волость зі статусом самоврядування.